# Cannabis y religión

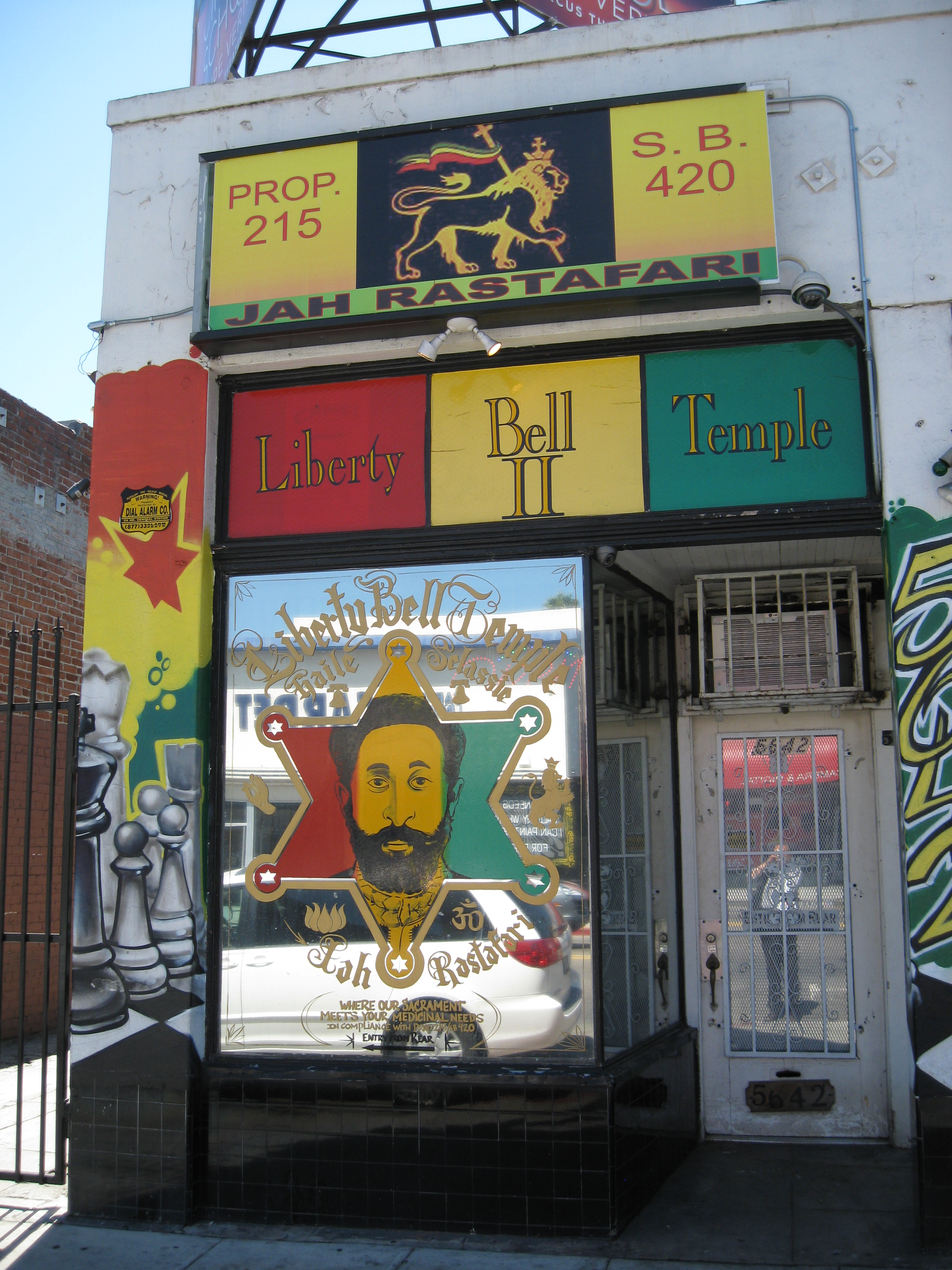
Iglesia rastafari Liberty Bell Temple II, en California (Estados Unidos).

Diferentes religiones tienen diferentes posturas sobre el uso del cannabis, histórica y presentemente. En la historia antigua, algunas religiones usaban el cannabis como enteógeno, particularmente en el Subcontinente indio, donde la tradición continúa de manera más limitada.
En la era moderna, los rastafaris consideran el cannabis como hierba sagrada. Mientras tanto, las religiones con prohibiciones contra los estupefacientes, como el Islam, el budismo, el bahaísmo y los mormones entre otras se han opuesto al uso de cannabis por parte de los miembros, o en algunos casos se opusieron a la liberalización de las leyes sobre el cannabis. Otros grupos, como algunas facciones protestantes y judías, han apoyado el uso de cannabis medicinal.

## Bahaísmo
En la fe Bahá'í, el uso de alcohol y otras drogas intoxicantes, excepto prescripción médica, están prohibidas según las leyes bahaíes. Pero la práctica Bahá'í es que tales leyes deben aplicarse con «tacto y sabiduría». El consumo de tabaco es una decisión individual, pero está muy mal visto pero no está explícitamente prohibido. Las autoridades bahá'ís han hablado contra las drogas tóxicas desde las primeras etapas de la religión, con with Abdu’l-Bahá escribiendo:

Con respecto al hachís, usted ha señalado que algunos persas se han acostumbrado a su uso. Dios de gracia! Este es el peor de todos los intoxicantes, y su prohibición se revela explícitamente. Su uso provoca la desintegración del pensamiento y el desorden completo del alma. ¿Cómo podría alguien buscar el fruto del árbol infernal y, al participar de él, ser llevado a ejemplificar las cualidades de un monstruo? ¿Cómo podría uno usar esta droga prohibida, y así privarse de las bendiciones del Todo Misericordioso? El alcohol consume la mente y hace que el hombre cometa actos absurdos, pero este opio, este fruto asqueroso del árbol infernal y este hachís malvado extinguen la mente, congelan el espíritu, petrifican el alma, desperdician el cuerpo y dejan al hombre frustrado y perdido.

## Budismo
Una tradición del budismo Mahāyāna sostiene que en las seis etapas de ascetismo que llevan a la iluminación, Buda Gautama vivió alimentándose diariamente solo a partir de una semilla de cannabis.
No obstante, el «Quinto Precepto» del código ético que guía a los seguidores contemporáneos del budismo se interpreta con frecuencia como «abstenerse de bebidas y drogas intoxicantes que conducen a la falta de atención», aunque en algunas traducciones directas, el Quinto Precepto se refiere específicamente al alcohol. El cannabis y algunas otras plantas psicoactivas se prescriben específicamente en el Mahākāla Tantra con fines medicinales.

## Cristianismo

### Iglesia católica
Antes de asumir su posición como líder de la Iglesia Católica, el Papa Francisco habló en contra del cannabis recreativo. En 2013 anunció desde Buenos Aires que «la reducción del consumo de drogas no se logrará mediante la liberación de su uso (...) Quiero decir no a todo tipo de droga, sobre esto no pueden existir compromisos». El catecismo de la Iglesia Católica establece que «el uso de drogas inflige daños muy graves en la salud y la vida. Su uso, excepto por razones estrictamente terapéuticas, es un delito grave».

### Iglesia de Jesucristo de los Santos de los Últimos Días
En La Iglesia de Jesucristo de los Santos de los Últimos Días (mormones) hay una prohibición general de sustancias intoxicantes. En agosto de 1915, la iglesia mormona prohibió el uso de cannabis por parte de sus miembros. En 2016, la Primera Presidencia de la iglesia instó a los miembros a oponerse a la legalización del consumo recreativo de cannabis. Sin embargo, la iglesia mormona anunció que «no ha planteado ninguna objeción contra la enmienda SB 89». La enmienda SB 89 de Utah legaliza las medicinas a base de cannabis que no son psicoactivas.

### Iglesia ortodoxa
La Iglesia ortodoxa georgiana se ha resistido a la legalización del cannabis en Georgia.

### Iglesia protestante
La Convención del Estado Bautista de Arkansas (Arkansas Baptist State Convention) votó para desalentar la marihuana medicinal en 2016. En 2016, el director ejecutivo de la Convención Bautista de Florida (Florida Baptist Convention), Tommy Green, también dijo que se debe alentar a las congregaciones a votar en contra de la Enmienda 2 de Florida, que legalizó cannabis medicinal en Florida. La Asociación Evangélica Nacional de Belice se opuso a la despenalización del cannabis en 2017 en Belice.
Las Asambleas de Dios de EE. UU. (Assemblies of God USA), Así como otras iglesias pentecostales y del movimiento santo, han abogado históricamente por la abstinencia de todo alcohol, tabaco y resto de drogas. Los partidarios de este punto de vista generalmente citan pasajes bíblicos que exigen el respeto por el cuerpo y prohíben la intoxicación.
En cambio, otras iglesias protestantes de los Estados Unidos han respaldado la legalidad de la marihuana medicinal, como la iglesia presbiteriana, la iglesia metodista unida, la iglesia unida de Cristo y la iglesia episcopal.

## Hinduismo
Durante el festival hindú Holi, la gente consume bhang, que contiene flores de cannabis. Según una descripción, cuando los devas y los asuras producían el amrita (elixir de la vida) a partir de la agitación del océano como se describe en el Samudra manthan, Shiva creó el cannabis de su propio cuerpo para purificar el elixir (se usó el epíteto angaja, «nacido del cuerpo»). Otro mito sugiere que la planta de cannabis surgió cuando una gota del elixir cayó al suelo. Por lo tanto, los sabios rishi usan el cannabis por su asociación con el elixir y Shiva.

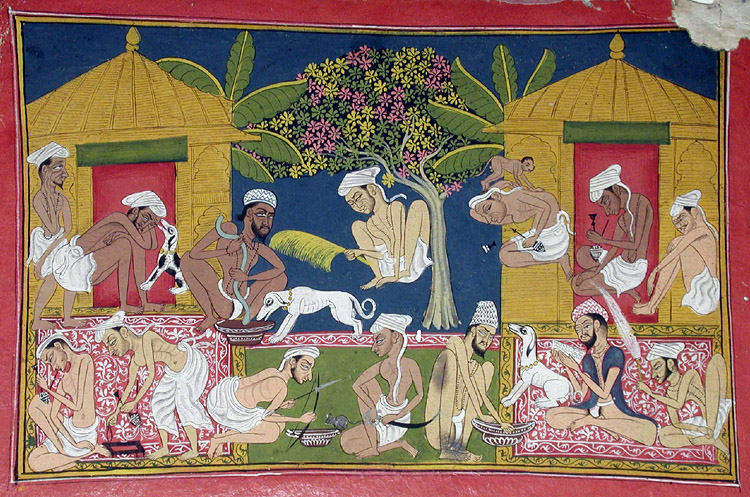
Ilustración india donde se aprecia el consumo de bhang (1790). Bhang es un comestible de cannabis usado, por lo menos, desde el año 1000 a. C. por los hindúes en la Antigua India.

En el hinduismo, se cree que beber bhang «sabiamente» (según los ritos religiosos) limpia los pecados, une a uno con Shiva y evita las miserias del infierno (naraka) en la vida futura. También se cree que tiene beneficios medicinales. En contraste, beber tontamente bhang sin ritos se considera un pecado.

## Islam
El Corán no prohíbe explícitamente el cannabis. Existe una controversia entre los eruditos musulmanes sobre el cannabis, ya que algunos lo consideraron similar al jamr (bebidas alcohólicas) y, por lo tanto, creían que era haram (prohibido). Otros estudiosos, especialmente en el islam chiita, consideran que el cannabis es halal (permisible).
Los estudiosos que consideran el cannabis como haram se refieren a un hadiz del profeta Mahoma con respecto a las bebidas alcohólicas, que dice: «Si mucho ya intoxica, sólo un poco ya es haram». Sin embargo, los primeros juristas musulmanes diferenciaron el cannabis del alcohol, y a pesar de las restricciones al alcohol, el consumo de cannabis prevaleció en el mundo islámico hasta el siglo XVIII. Hoy en día, el cannabis todavía se consume en muchas partes del mundo islámico, incluso a veces en un contexto religioso, particularmente dentro del movimiento místico sufí. En 1378, Soudoun Sheikouni, el emir de Joneima en Arabia, prohibió el cannabis, siendo una de las primeras prohibiciones del cannabis en el mundo.
La tradición sufí atribuye el descubrimiento de cannabis a Jafar Sharazi (jeque Haydar), un líder sufí en el siglo XII. Otros sufíes atribuyen su origen al apócrifo Jdr («Hombre Verde»).
Algunos líderes islámicos modernos afirman que el cannabis medicinal, pero no recreativo, está permitido en el islam. El imán Mohammad Elahi, de Dearborn Heights, Míchigan (Estados Unidos), declaró: «Obviamente, fumar marihuana por diversión está mal... Debería ser permisible solo si esa es la única opción en una condición médica recetada por expertos médicos».

## Judaísmo
Aunque el argumento no ha sido aceptado por los principales académicos, algunos escritores han teorizado que el cannabis puede haber sido usado ritualmente en el judaísmo primitivo, aunque estas afirmaciones «han sido ampliamente descartadas como erróneas». La antropóloga polaca judía Sula Benet (1967) afirmó que la planta kaneh bosm (קְנֵה-בֹשֶׂם) mencionada cinco veces en la Biblia hebrea, y usada en el aceite de la santa unción del Libro del Éxodo, era de hecho cannabis, aunque léxicos del hebreo y diccionarios de plantas de la Biblia como la de Michael Zohary (1985), Hans Arne Jensen (2004) y James A. Duke (2010) y otros identifican la planta en cuestión con Acorus calamus o Cymbopogon citratus.
En la era moderna, el rabino ortodoxo Moshe Feinstein declaró en 1973 que el cannabis no estaba permitido por la ley judía, debido a sus efectos nocivos. Sin embargo, los rabinos ortodoxos Efraim Zalmanovich (2013) y Chaim Kanievsky (2016) declararon que el cannabis medicinal no-recreativo, es kosher.

## Rastafari

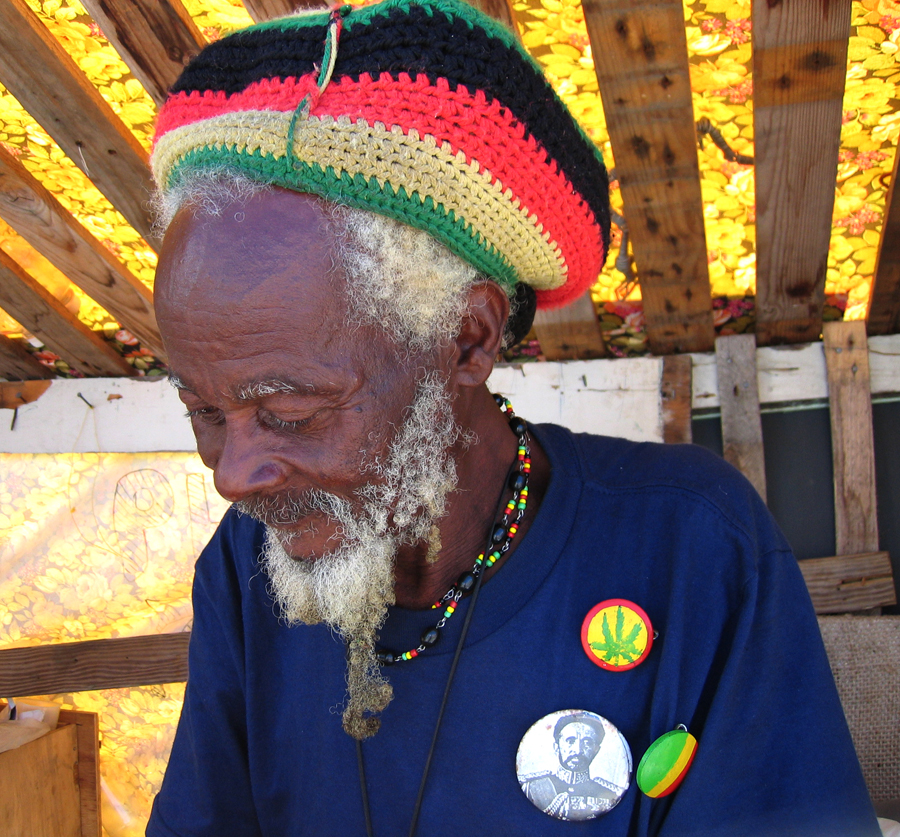
Rastafari en Barbados luciendo una insignia de cannabis encima de una insignia que muestra a Haile Selassie.

Se desconoce cuándo el movimiento Rastafari afirmó por primera vez que el cannabis era sagrado, pero está claro que a fines de la década de 1940, el rastafarismo estaba asociado con el consumo de cannabis en la comunidad Pinnacle de Leonard Howell. Los rastafaris ven el cannabis como una planta sacramental y profundamente beneficiosa que es el Árbol de la Vida mencionado en la Biblia y citan el Apocalipsis 22:2 que dice: «(...) la hierba es la curación de las naciones». El uso de cannabis, y particularmente de pipas de agua de tallo largo llamadas chalices, es una parte integral de lo que los rastafari llaman «sesiones de razonamiento» donde los miembros se unen para discutir la vida según la perspectiva rasta. Ven el uso del cannabis como un acercamiento a Dios (Jah), lo que permite al usuario penetrar la verdad de las cosas con mayor claridad.
Si bien no es necesario usar cannabis para ser rastafari, muchos lo usan regularmente como parte de su fe, y las pipas de cannabis se dedican a Su Majestad Imperial Haile Selassie I antes de ser fumadas. De acuerdo con Watchman Fellowship «La hierba es la clave para una nueva comprensión del yo, el universo y Dios. Es el vehículo para la conciencia cósmica». y se cree que quema la corrupción del corazón humano. Frotar las cenizas en la piel del cannabis fumado también se considera una práctica saludable.
Parte del movimiento Rastafari, los ancianos del movimiento religioso del siglo XX conocido como iglesia cristiana copta jamaicana, consideran el cannabis como la eucaristía, alegando que es una tradición oral de Etiopía que se remonta a la época de Cristo.

## Cienciología
La cienciología se opone al uso de cannabis. El Día Mundial de la Salud (7 de abril) de 2016, la cienciología se enfocó en la «Verdad sobre la marihuana».

## Sijismo

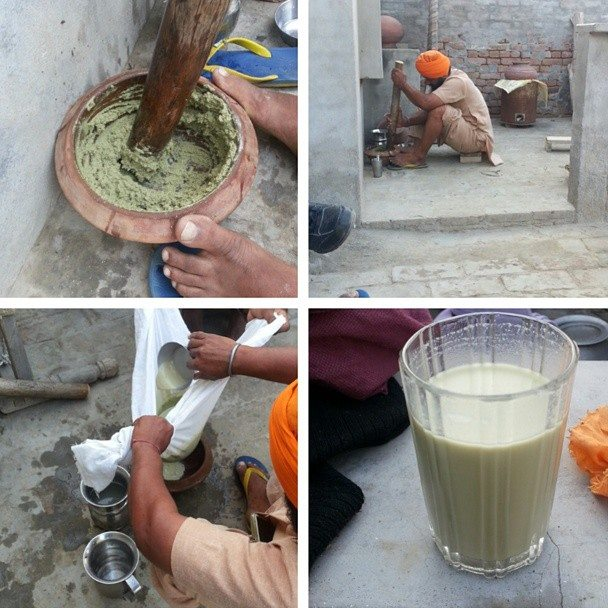
Proceso de fabricación de bhang en una aldea sij del Punyab, India.

En el sijismo, el primer gurú sij, Guru Nanak, declaró que usar cualquier sustancia que altere la mente (sin fines médicos) es una distracción para mantener la mente limpia del nombre de Dios. Según el código de conducta sij, Sikkh Rehat Maryādā (ਸਿੱਖ ਰਹਿਤ ਮਰਯਾਦਾ) «Un sij no debe tomar cáñamo (cannabis), opio, licor, tabaco, y en definitiva, cualquier intoxicante. Su única ingesta de rutina debe ser comida y agua».
Sin embargo, existe una tradición de sijs que usan cannabis comestible, a menudo en forma de bebida bhang, particularmente entre la comunidad sij conocida como Nihang.

## Taoísmo
A partir del siglo IV, los textos taoístas mencionaron el uso de cannabis en incensarios. Needham citó la enciclopedia taoísta Wushang Biyao 無上 秘要 («Supremo secreto esencial») del 570 d. C., que el cannabis se agregaba a los quemadores de incienso rituales, y sugirió que los antiguos taoístas experimentaron sistemáticamente con «humo alucinógeno». El Yuanshi shangzhen zhongxian ji 元始 上真 眾仙 記 («Registros de las Asambleas de los Inmortales Perfectados»), que se atribuye a Ge Hong (283-343), dice:

Para aquellos que comienzan a practicar el Tao, no es necesario ir a las montañas. ... Algunos con incienso purificador y rociando y barriendo también pueden invocar a los Inmortales Perfeccionados. Los seguidores de Lady Wei y de Hsu son de este tipo.

Wei Huacun 魏華存 (252-334) y Xu Mi 許謐 (303-376) fundaron la escuela taoísta Shangqing. Las escrituras Shangqing supuestamente fueron dictadas a Yang Xi 楊羲 (330-c. 386) en revelaciones nocturnas de inmortales, y Needham propuso que Yang fue «ayudado casi con certeza por el cannabis». El Mingyi bielu 名醫 別錄 («Registros suplementarios de médicos famosos»), escrito por el farmacólogo taoísta Tao Hongjing (456-536), quien también escribió los primeros comentarios al canon Shangqing, dice: «Las semillas de cáñamo (麻勃) son muy poco utilizados en medicina, pero los magos técnicos (shujia 術家) dicen que si uno las consume con ginseng le dará un conocimiento sobrenatural de los eventos en el futuro». Un tratado médico taoísta del siglo VI d. C., el Wuzangjing 五臟 經 («Clásico de las cinco vísceras») dice: «Si desea ordenar apariciones demoníacas para presentarse, debe comer constantemente las inflorescencias de la planta de cáñamo».
Joseph Needham relacionó los mitos sobre Magu, «la damisela del cáñamo», con los primeros usos religiosos taoístas del cannabis, señalando que Magu era la diosa del sagrado Monte Tai de Shandong, donde se suponía que el cannabis «debía reunirse el séptimo día del séptimo mes, un día de banquetes espirituales en las comunidades taoístas».

## Otras religiones
Se han fundado otras religiones en el siglo pasado que tratan el cannabis como un sacramento. Incluyen la iglesia de Santo Daime, el Ministerio del THC, el Canteismo, la Asamblea del Cannabis, la Iglesia de la Terapia Cognitiva (COCT Ministry), el Templo 420, los Ministerios de la Fe Verde, la Iglesia del Conocimiento, la Iglesia del Universo, la Iglesia de la Marihuana Libre de Honolulu, la Primera Iglesia Cannábica de Florida en todo el mundo, la Iglesia de Canthe del Ministerio de Vida Libre, la Iglesia de la Conciencia Superior y el Colectivo del Ministerio de Formadores exento de impuestos de Palms Springs, California. El Templo de la Verdadera Luz Interior cree que el cannabis es una de las partes del cuerpo de Dios, junto con los psicodélicos clásicos: mescalina, psilocibina, LSD y DMT. La Primera Iglesia del Cannabis Inc. obtuvo reconocimiento oficial en Indiana en 2015 luego de la aprobación de la Ley de Restauración de la Libertad Religiosa de ese estado. La organización religiosa sin fines de lucro Elevation Ministries abrió su sede en Denver, conocida como la Iglesia Internacional del Cannabis, el 20 de abril de 2017.
Algunas figuras espirituales modernas como Ram Dass reconocen abiertamente que el uso de cannabis les ha permitido obtener una perspectiva más espiritual y usar la hierba con frecuencia por sus propiedades medicinales y que alteran la mente.
En México, los seguidores del creciente culto de la Santa Muerte usan regularmente el humo de marihuana en las ceremonias de purificación, y la marihuana a menudo toma el lugar del incienso utilizado en los rituales católicos convencionales.

## Lectura complementaria
- Cabina, Martin. (2004). Cannabis: Una Historia. St. La prensa de Martin.  ISBN 0-312-32220-8
- Escudos, Rev. Dennis (1995). La Hierba Santa. Fuente: "La Religión de Jesus Iglesia - La Hierba Santa". Hialoha.com. Archived Del original «The Religion of Jesus Church - The Holy Herb». Hialoha.com. Archivado desde el original el 11 de julio de 2011. Consultado el 20 de abril de 2011.. Recuperado «The Religion of Jesus Church - The Holy Herb». Hialoha.com. Archivado desde el original el 11 de julio de 2011. Consultado el 20 de abril de 2011..
- Bennett, Chris, "Cannabis y la Solución de Soma", (Trineday, 2010)
- Bennett, Chris; McQueen, Neil, "Sexo, Fármacos, Violencia y la Biblia" (Fruta Prohibida Publishing.com)
- Bennett, Chris; Lynn Osburn & Judy Osburn (1995). Oro verde el Árbol de Vida: Marihuana en Religión & Mágica. CA: Acceso Unlimited.  ISBN 0-9629872-2-0
- Las Plantas Sagradas de nuestros Antepasados por cristianos Rätsch, publicados en TYR: Tradición—de Cultura—del Mito Vol. 2, 2003@–2004 -
- Jackson, Simon (2007). ' 'Cannabis & Meditation - An Explorer's Guide'. Headstuff Books. Second Edition (2009) ISBN 978-0-9553853-4-6